# Principauté de Hutt River
Pour les articles homonymes, voir Hutt.
La principauté de Hutt River (en anglais, Principality of Hutt River) ou Hutt River est une micronation dont le territoire était constitué de plusieurs exploitations agricoles en Australie-Occidentale. C'est la plus ancienne micronation australienne. Fin 2019, la principauté annonce la fermeture de ses « frontières », puis en août 2020, elle est officiellement dissoute.
Dans un contexte de conflit entre Leonard Casley, son propriétaire, et les autorités de l’Australie-Occidentale, lié  à des questions de quotas agricoles, l’exploitation s’est déclarée indépendante le 21 avril 1970 sous le nom de « province de Hutt River », puis a décidé l’année suivante de devenir une principauté, sous la houlette de Leonard Casley devenu « Prince Leonard Ier ».
Plus de quarante ans plus tard, Hutt River poursuit son existence comme micronation imitant les États souverains, mais sans reconnaissance internationale. Recevant plusieurs dizaines de milliers de visiteurs par an, elle émet des timbres, des monnaies et même des passeports.
S’accommodant de cette situation folklorique, l’Australie traite avec égards le « prince Leonard Ier ». Toutefois, elle ne peut pas fermer les yeux sur la vente à l’étranger de passeports « Hutt River », ni sur le fait que la principauté ne paie pas ses impôts.

## Situation et topographie

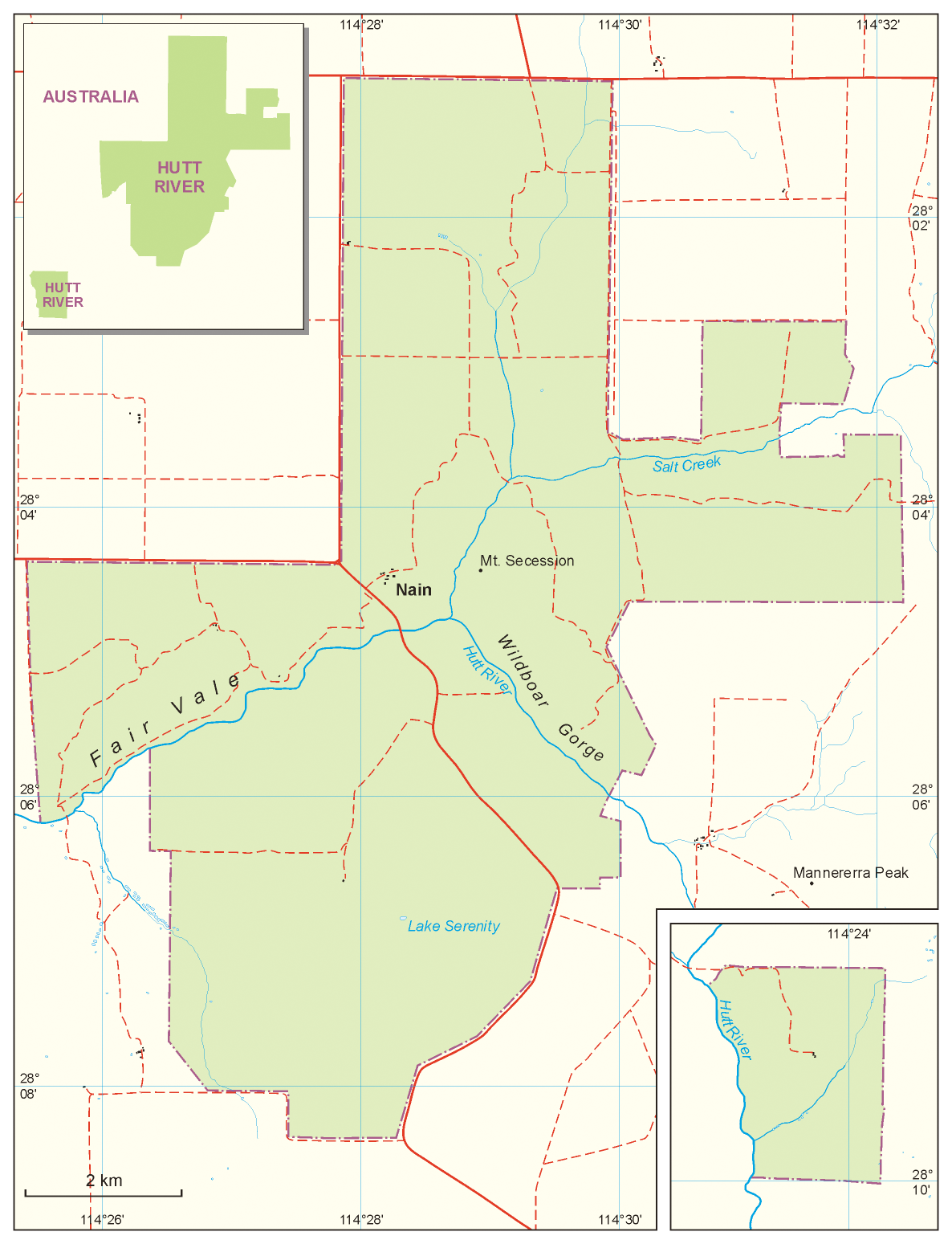
Carte de la principauté

Hutt River est initialement une exploitation agricole de 75 km2 en Australie-Occidentale, située à 525 km au nord de Perth et à 40 km au nord-ouest de Northampton.
Le paysage du sud de la partie principale est dominé par un étang de couleur rose. L’Ouest est constitué d’une vaste vallée agricole. Nain, la capitale (où se trouve la résidence princière et le bâtiment gouvernemental), se trouve à la frontière de cette zone. Un peu plus à l’est le mont Sécession s’élève au milieu d’un paysage principalement agricole, qui constitue le Nord et l’Est du pays.
Le paysage est aussi très fortement marqué par le fleuve Hutt – qui donne son nom au pays. Celui-ci est entouré d’une végétation abondante au milieu d’un paysage semi-désertique. Le fleuve se scinde en deux parties non loin de Nain : il  part à l’ouest vers l’océan Indien et à l’est il ne perdure que très peu.
Le climat est subtropical. L’amplitude de température entre l’été et l’hiver est très peu marquée, mais du fait de la latitude, les températures ne descendent que très rarement en dessous de 20 °C.
Le territoire est peuplé de quelques dizaines d’habitants (20 à 60).

## Chronologie
En novembre 1969, le gouvernement d’Australie-Occidentale impose des quotas de production aux exploitations agricoles. La ferme de Leonard Casley – futur Leonard I – reçoit l’ordre de produire désormais 1/25e de sa production antérieure de blé. Pour éviter la faillite, le fermier décide de faire appel de la décision en envoyant des courriers aux différentes instances administratives et gouvernementales de l’État et de la fédération.
Le Gouverneur général d’Australie, représentant la reine d’Angleterre, refuse d’intercéder, sur les conseils des ministères concernés. Mais, légalement, le droit est laissé à Léonard Casley de faire appel de la décision auprès de la reine Élisabeth II, chef de l’État fédéral australien.
Pressé par l'application du décret sur les quotas, Léonard Casley porte l'affaire devant la reine d'Angleterre en invoquant le Treason Act 1495 (en), une loi royale qui oblige le dédommagement des vassaux pour tout « enrichissement injuste ». Plutôt que de demander de l'argent pour compenser la perte en production de blé, Léonard Casley, réclame l'indépendance au nom de Hutt River vis-à-vis de l'Australie. L'indépendance de la « province de Hutt River » est proclamée par un conseil des résidents de l'exploitation le 21 avril 1970,,
En 1971, le conseil nomme Leonard Casley « prince de la province de Hutt River » pour s'appuyer sur une loi royale énonçant que toute atteinte au droit d’un prince à exercer ses prérogatives dans sa principauté est un acte de trahison.
Le 2 décembre 1977, la principauté de Hutt River « déclare la guerre » à l’Australie. Cette guerre ne donne lieu à aucune effusion de sang, ni à aucun coup de feu.
Quand le prince notifie la cessation des hostilités, la guerre n’a donc été qu’une déclaration formelle.
L'après-guerre est marquée par un grand immobilisme politique. Onze ans après la guerre, en 1988, Hutt River se dote d'une armée. Par la suite, la principauté adopte un Diplomatic protocol Act, un Nationality Act, un Lands Act, un Peerage Act, un International Banking Act, et un Ibc Act. En 2005, la fiscalité est simplifiée avec le tax act, et la même année le pays se dote d'une Constitution qui innove en instituant notamment un pouvoir législatif élu au suffrage universel.
Le 1er septembre 2005, le pays change de nom : anciennement dénommé « principauté de la province de Hutt River », il devient simplement « principauté de Hutt River ».
À compter de 2004, sous l'impulsion de l'homme d'affaires Geoffrey Taylor, Hutt River est passée à une vitesse supérieure en ouvrant un registre des sociétés et en proposant contre finances l'enregistrement de compagnies internationales dans la principauté. Une législation commerciale et bancaire a été mise en place et Hutt River a vendu, entre autres, des licences bancaires et des autorisations d'ouverture de casinos en ligne. Un article publié en 2007 dans le quotidien français Le Figaro s'est indigné de l'attribution d'une licence de fabrication pour le Viralgic, un produit de phytothérapie prétendant soigner le sida par les plantes qui n'avait pu obtenir en France d'autorisation de mise sur le marché, et ce contre le paiement de 1 200 euros par an. Interrogé par la presse australienne sept ans plus tard, alors que le nom de G. Taylor était évoqué en relation avec le crime organisé à l'échelle mondiale, Leonard Casley affirme avoir strictement coupé les ponts avec l'individu, lui retirant son titre de noblesse, son rang dans la diplomatie princière et même sa nationalité - il précise au journaliste qui l'interroge : « Il n'y a pas eu un incident spécifique, c'est l'ensemble de son action. Je ne veux pas en parler davantage ». En 2012, le responsable d'un site d'information boursière, Daniel Webb, s'étonnait que le registre des sociétés de Hong Kong mentionne Hutt River au sein d'une liste de lieux d'incorporation de sociétés ; en réponse, les autorités responsables du registre faisaient savoir qu'elles allaient procéder à la révision de cette liste contestée. Cependant plusieurs banques Singapouriennes, Hong-Kongaises proposent de conserver les fonds dans leurs filiales à Hutt River.
Le 11 février 2017, le « prince Léonard Ier » abdique pour raisons de santé en faveur de son plus jeune fils, Graeme (qui devient ainsi second prince de Hutt River, sous le nom de « Graeme Ier »).
En juin 2017, le prince Léonard est condamné par la cour suprême d'Australie occidentale à payer 2,7 millions de dollars d'arriérés d’impôts, le Prince Wayne étant lui condamné à payer 242 000 dollars pour le même motif.
Le 27 décembre 2019, croulant sous 3 millions de dollars de dettes à l'Australian Taxation Office, le gouvernement annonce la fermeture des frontières de la principauté de Hutt River à partir du 31 janvier 2020. Le prince Graham conclut le communiqué qu'il « resterait prince souverain de l'État souverain indépendant, la principauté de Hutt River » et que la pause servira à évaluer « l'orientation future de la Principauté ».
Le 21 avril 2020, pour le 50e anniversaire de Hutt River, lors d'une interview à ABC, Graham annonce que les discussions avec le gouvernement australien avançaient bien vers une résolution du problème « positive » des taxes, ouvrant la voie vers une poursuite de l'existence de la principauté, avant que tout soit interrompu par l'épidémie de Covid-19.
Le 3 août 2020, le Gouvernement de la Principauté annonce que sur décision conjointe avec le Prince Graeme, Hutt River est dissoute, réintégrant ainsi le Commonwealth d'Australie,.

## Les attributs de la «souveraineté»

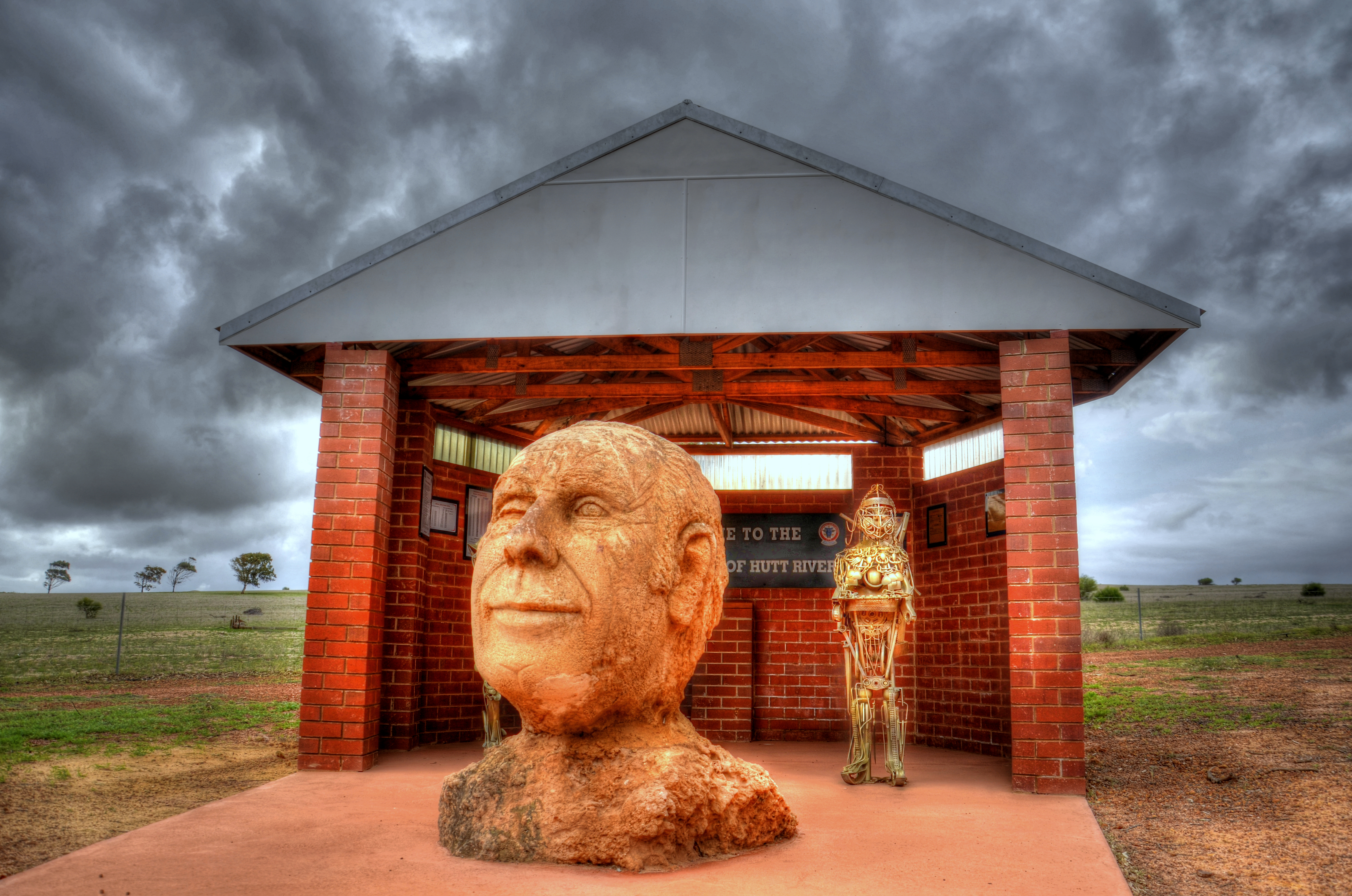
Buste de Leonard Ier

Outre les attributs classiques d'une principauté souveraine (chef d'État, drapeau) dont disposent traditionnellement les micronations même les plus folkloriques, la principauté de Hutt River émet également des passeports et timbres-poste qui constituent pour leurs émetteurs une entreprise lucrative.

### LeonardIer, prince de Hutt River
Né le 27 août 1925 à Kalgoorlie, Leonard George Casley devient en 1971 le « prince Leonard Ier », chef d'État de la micronation, et sa femme, la princesse Shirley. Il abdique en 2017 en faveur de son fils, Graeme. Le prince Léonard meurt le 13 février 2019 à l'âge de 93 ans.

### Le drapeau
Le drapeau représente sur fond bleu, un disque blanc à l'intérieur duquel se superposent le contour d’une tête de bovin, un oiseau bleu à ailes déployées et une balance de justice dorée.
Le bovin représente le caractère rural du pays, l’oiseau l’indépendance et la balance la justice.

### Passeports
Hutt River émet des passeports qui étaient, au 1er janvier 2009, tarifés 500 dollars australiens. Une note du Secrétariat général du Conseil de l’Union européenne a désigné ceux-ci comme des « passeports fantaisistes [...] émis par des organisations privées ou des individus » sur lesquels des visas ne doivent pas être apposés.

### Timbres
Il y aurait près de 220 timbres de Hutt River, les timbres servant aussi de produit touristique d’où certainement l’importance
de la poste,.

### Monnaies

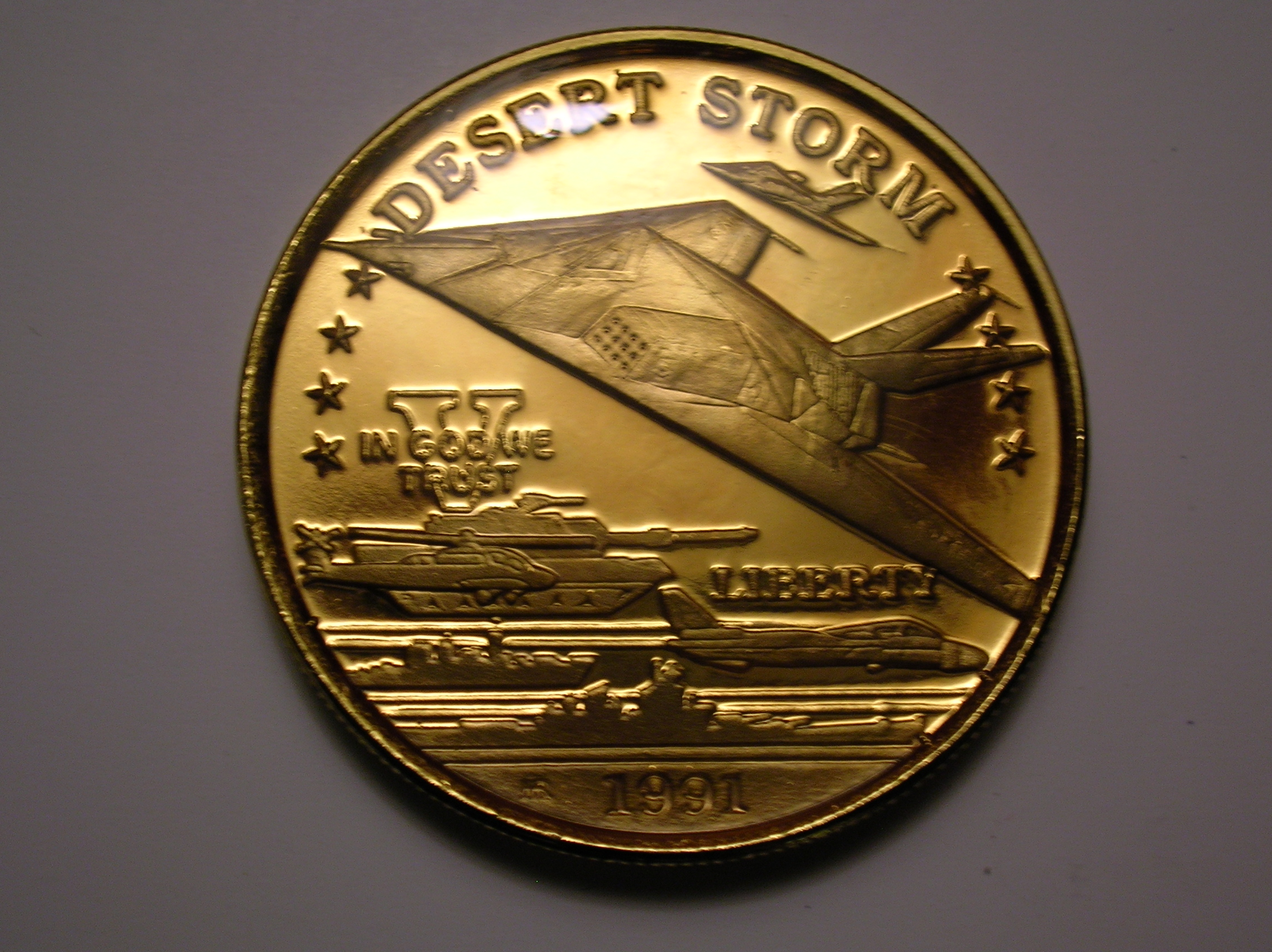
Pièce commémorative frappée en 1991

Il existe des billets de un, deux, dix, vingt et cinquante dollars, ainsi que des pièces dont certaines en or. Ces billets et pièces sont libellés en « dollars de Hutt River ».

## Tourisme à Hutt River
Selon Bruno Fuligni, la principauté reçoit environ 60 000 visiteurs annuels à qui sont vendus des souvenirs, des timbres-poste, des billets de banque en dollars de Hutt River. Un article d’Arnaud Rodier publié dans le Figaro en 2007 fournit une estimation plus modeste de 20 000 visiteurs par an,.

## Hutt River et les autorités australiennes
La principauté folklorique est traitée avec bienveillance par les autorités locales, y compris des personnalités de rang élevé au gouvernement d’Australie-Occidentale voire au gouvernement fédéral. On accepte de participer à des cérémonies, voire de fermer les yeux en matière fiscale. Ainsi la principauté de Hutt River peut-elle se targuer d’avoir reçu à l’occasion du quarantième anniversaire de son indépendance des courriels aimables des secrétariats des gouverneurs des provinces australiennes et même du Premier ministre d’Australie, Kevin Rudd.
Le « Prince » Leonard Casley se targue même d'avoir en sa possession une note « secrète » non datée du département des Territoires dont le rédacteur fait état d'« incertitudes légales » sur le statut constitutionnel de Hutt River et conclut qu'« à son avis », la principauté constitue une « entité légale » dont les passeports sont « valides » et le Prince « non redevable de l’impôt australien ». Il assure aussi que la principauté a le droit de vendre du vin sans licence, et d'installer des émetteurs de radio. Il exhibe également un document de l'administration fiscale daté du 17 janvier 2005 qui lui communique un remboursement d'impôt tout en l'admettant au statut fiscal de « non-résident ». Pourtant, le 4 octobre 2007, la Haute Cour d'Australie a rejeté une requête de Leonard Casley, poursuivi pour omission de déclaration fiscale ; alors que L. Casley affirme dans sa requête ne pas être assujetti à l’impôt australien, la « province de Hutt River » n'appartenant pas à l’Australie, les juges rejettent avec vigueur sa requête comme « dénuée de sérieux, frivole et vexatoire ».
En octobre 2007, informée de l’existence d’un bureau à Dubaï qui vendait des passeports de Hutt River, l’ambassade d’Australie aux Émirats arabes unis (EAU) a publié un communiqué de mise au point : il y est rappelé que, pour le gouvernement australien, la « province de Hutt River » n’est qu’une propriété privée à usage agricole dépourvue de statut légal et de souveraineté, et que les passeports émis au nom de cette entité ne sont pas reconnus par l’Australie.